# ماجراهای بوکارو بانزایی در بعد هشتم
ماجراهای بوکارو بانزایی در بعد هشتم (به انگلیسی: The Adventures of Buckaroo Banzai Across the 8th Dimension) فیلمی ۱۰۲ دقیقه‌ای به کارگردانی و. د. ریشتر با بازی پیتر ولر است.